# Iksookimia longicorpa
Iksookimia longicorpa är en fiskart som först beskrevs av Kim, Choi och Nalbant, 1976.  Iksookimia longicorpa ingår i släktet Iksookimia och familjen nissögefiskar. Inga underarter finns listade i Catalogue of Life.